# Macrostylis hirsuticaudis
Macrostylis hirsuticaudis is een pissebed uit de familie Macrostylidae. De wetenschappelijke naam van de soort is voor het eerst geldig gepubliceerd in 1962 door Menzies.